# ريتشل بيلينغتون
ريتشل بيلينغتون (بالإنجليزية: Rachel Billington)‏ هي كاتبة للأطفال وكاتِبة بريطانية، ولدت في 11 مايو 1942 في أكسفورد في مملكة إنجلترا.

## وصلات خارجية
- ريتشل بيلينغتون على موقع IMDb (الإنجليزية)